# Todo va a cambiar
Todo va a cambiar. Tecnología y evolución: adaptarse o desaparecer" es el primer libro de Enrique Dans, publicado en 2010 por Ediciones Deusto S.A. (Grupo Planeta). La foto de portada es de Pedro Madueño.
La publicación se ha realizado bajo licencia 
| Creative Commons |  | Reconocimiento (BY) |  | No comercial (NC) |  | Compartir bajo la misma licencia (SA) |
| Creative Commons |  | BY                  |  | NC                |  | SA                                    |

El 21 de septiembre de 2009, Enrique Dans anunció a los lectores de su blog la preparación del libro.
El 18 de enero de 2010, informó de la publicación del libro en su blog.
En la entrada del blog del 4 de marzo de 2010 hay una completa lista de enlaces con reseñas sobre el libro.
El 21 de julio de 2011 el autor anunció la publicación de la edición social del libro.

## Ediciones

### Papel
Se puede encontrar en librerías (ver ficha). 
En el mes de marzo de 2011 se lanzó una edición limitada de precio reducido que apareció conjuntamente con el diario económico Cinco Días.

### Formato electrónico
Existen ediciones en e-Book en formato ePub (sin DRM). También se ha editado en formatos iPhone e iPad.

### Página web
La edición social del libro (ver Enlaces externos) no solo es accesible para su lectura, sino que permite comentar, enlazar y/o criticar cualquier parte del texto. Aporta, además, otros contenidos multimedia.

## Sinopsis
En palabras del propio el autor:
"El libro pretende recoger una serie de explicaciones para intentar entender los cambios que la tecnología provoca a tres niveles diferentes: las personas, las empresas y la sociedad en su conjunto. Se inicia con una serie de capítulos que evidencian el cambio que vivimos y caracterizan el fenómeno de la disrupción, para pasar a otros que intentan proporcionar explicaciones para esos cambios, revisan el comportamiento de las personas con respecto a los mismos, apuntan un par de casos prácticos dentro del mundo de la tecnología, e intentan dibujar algunas implicaciones de esta evolución de cara al futuro".

## Capítulos
- [6] Prólogo de Vinton Cerf
- [7] Introducción
- [8] Capítulo 1. Música, películas, mentiras e Internet
- [9] Capítulo 2. Las evidencias del cambio
- [10] Capítulo 3. La disrupción tecnológica (cuando lo vemos venir)
- [11] Capítulo 4. La evolución de la comunicación
- [12] Capítulo 5. Introducción a la red. La neutralidad de la red
- [13] Capítulo 6. Los costes de transacción y comunicación
- [14] Capítulo 7. La generación perdida: la resistencia a la tecnología
- [15] Capítulo 8. Una nueva generación
- [16] Capítulo 9. La red y el neohumanismo
- [17] Capítulo 10. Un caso práctico: Microsoft
- [18] Capítulo 11. La evolución de la web
- [19] Capítulo 12. Un caso práctico: Google
- [20] Capítulo 13. La evolución de la tecnología: del ordenador a la nube
- [21] Capítulo 14. Nuevas herramientas para nuevos escenarios
- [22] Capítulo 15. La sociedad hiperconectada
- [23] Capítulo 16. Revisando los papeles: participación y comunidades
- [24] Capítulo 17. El futuro